# Siphocampylus nemoralis
Siphocampylus nemoralis là loài thực vật có hoa trong họ Hoa chuông. Loài này được Griseb. miêu tả khoa học đầu tiên năm 1874.